# Giovanni Martinelli
Giovanni Martinelli, född 22 oktober 1885 i Montagnana i Italien, död 2 februari 1969 i New York var en italiensk operasångare (tenor).
Martinelli studerade i Milano och debuterade inofficiellt som brevbäraren i Aida 1908, och den officiella blev Verdis Ernani 1910. Karriären fortskred och bara två år senare sjöng han vid Covent Garden-operan i London. Året därpå engagerades han vid Metropolitan, dit han tillhörde under trettiotvå säsonger. 1912 skivdebuterade han på Edison, men knöts sedan det till det amerikanska Victor, den amerikanska motsvarigheten av His Masters Voice. Efter Enrico Carusos bortgång 1921, ansågs han som dennes efterträdare, tillsammans med den yngre Beniamino Gigli, men dennes repertoar var mer lyrisk. Martinelli medverkade också i ljudfilmer för Vitaphone 1926, innan genombrottet inom denna genre som skedde följande år med Al Jolsons Jazzsångaren. I slutet av sin karriär tacklade han Verdis Otello, den roll han blev förknippad med. Martinelli ägnade sig sedan åt sångundervisning. Efter många års frånvaro återvände han till operascenen som 81-åring, då han gjorde Altoum i Turandot i Seattle.